# Xã Alex, Quận McKenzie, Bắc Dakota
Xã Alex (tiếng Anh: Alex Township) là một xã thuộc quận McKenzie, tiểu bang Bắc Dakota, Hoa Kỳ. Năm 2010, dân số của xã này là 58 người.